# 金沢弁

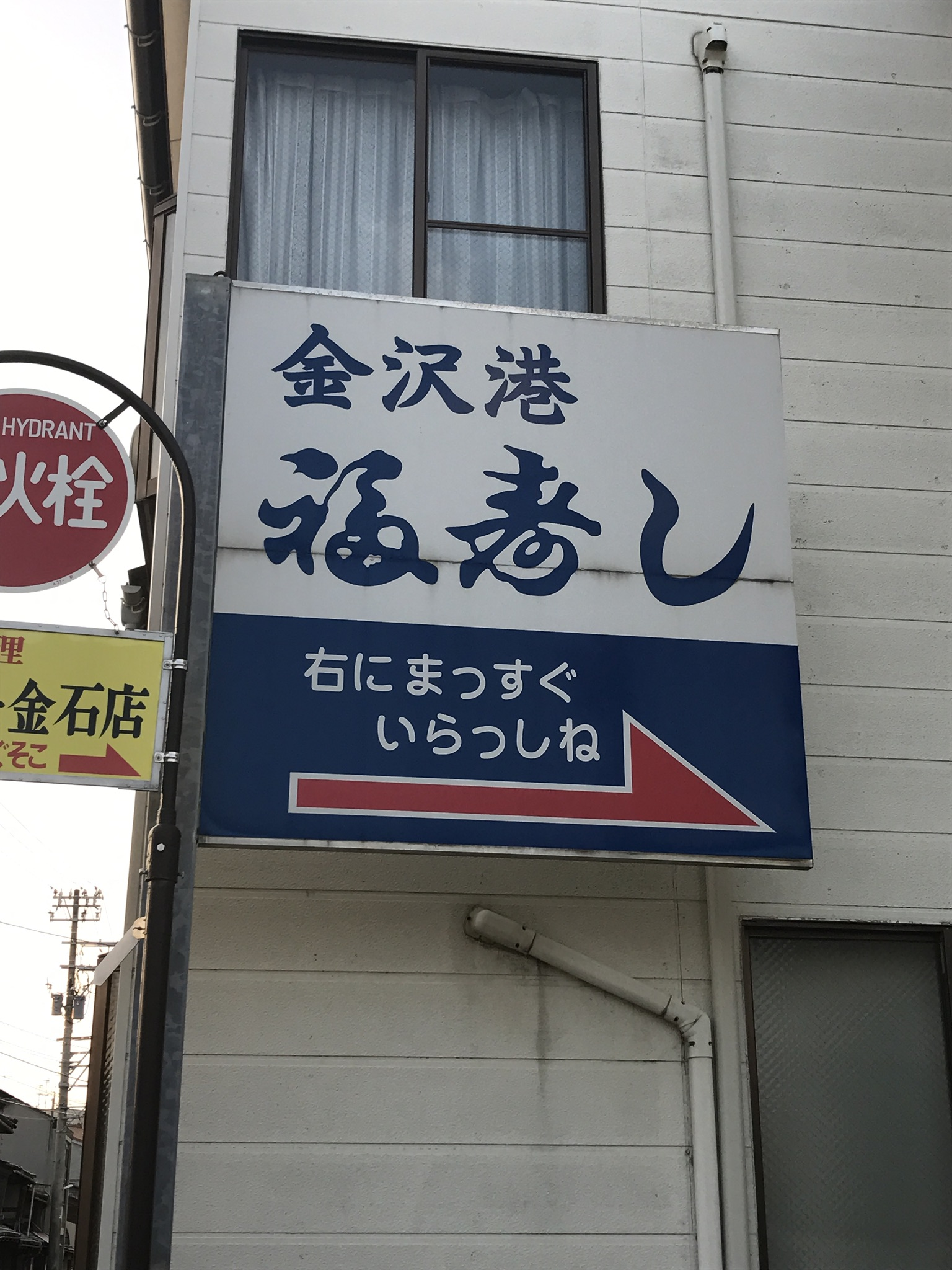
「いらっしゃい」という意味の金沢弁。金沢市金石にて2016年に撮影。

金沢弁（かなざわべん）は、石川県の金沢市およびその近郊で話されている日本語の方言である。北陸方言の加賀方言の一種。金沢言葉（金沢ことば）とも言うが、「金沢言葉」は特に旧市街の花街を中心に発達した接客言葉を指す。

## 概要
他の北陸の諸方言と同様、近畿方言の影響を受けつつ、雪国の城下町という特性のなかで発達してきた方言である。そのため、文法や語彙に近畿方言と共通するものが少なくない一方、独特の敬語表現や柔らかな表現が発達している。しかし、共通語化で金沢特有の敬語表現は衰退しており、1990年代の市民アンケートでは高齢層の70％が金沢弁を「丁寧」と評価する一方、壮年層では26％となっている。北陸は方言コンプレックスが強い地方で、先のアンケートでも「金沢が好きか嫌いか」という問いでは「好き」が約80％なのに対し、「金沢の方言が好きか」という問いには「好き」が47％、「どちらとも言えない」が45％だった。外部への方言のアピールも消極的で、都市の知名度と比べて金沢弁は全国的にマイナーな存在だったが、2015年の北陸新幹線延伸を前後して観光客向けに方言を活用する動きが盛んになった。
金沢は加賀藩のお膝元だったため、金沢弁は加賀藩領だった地域の方言に大なり小なり影響を及ぼした。富山弁（特に呉西地方）と金沢弁で共通する表現が多いのはそのためである。現在も金沢で使われる言葉は地域共通語として県内で影響力があり、県南端の白山麓でも若い世代では共通語化とともに金沢方言化の動きが見られる。1970年頃には金沢を中心とする方言圏の南限は野々市周辺とされていたが、2000年代には松任周辺に南下している。ただし、金沢弁とはあくまで金沢という石川県内の一地域の方言であり、「石川県の方言＝金沢弁」と一括りにするのは誤りである。

## 音声
- 語頭以外のガ行音は鼻濁音になる（二俣と田島を除く）[5]。
- 「え」の発音は共通語よりも前寄りで、「い」は口蓋化が少ない。そのため、「え」と「い」の発音が近く、話者や単語によっては両者の区別が曖昧になることがある[6]。
- 能登や富山の一部と違って「し・す」「じ・ず」「ち・つ」を区別するが（四つ仮名も参照）、「い」の口蓋化の少なさと「う」の中舌化によって両者の音の違いは小さい[6]。
- 意味に関係はしないが、母音を単独で発音する際に声門破裂音が伴う[6]。
- 「ぜ」「せ」は語頭では「ずぇ」「すぇ」、語中では「じぇ」「しぇ」のように発音される[6]。
例：すぇんしぇー（先生）[6]
- 「か」「が」と合拗音「くゎ」「ぐゎ」を区別するが、語中・語尾で合拗音が現れることは少ない[6]。大正以後に生まれた人は合拗音の使用が少ない[6]。
例：家事[kazi] ≠ 火事[kwazi]
- 「つぁ」「つぇ」「つぉ」の発音がある[6]。
例：おとっつぁん（お父さん）、いっつぇん（一膳）、はっつぉ（初穂）[6]
- 近畿方言と同じく、1音節の名詞を伸ばす傾向がある[6]。
例：目ぇ、手ぇ
- 「い」「う」で終わる名詞に格助詞「が」や助動詞「や」などが付く時や、「る」で終わる動詞の終止形に助詞が付く時に促音化が起こる[6]。
例：柿が→かっきゃ、柿やがいね→かっきゃがいね（柿だよ）[6]
例：すると→すっと[6]
- 指示語の「そ」が「ほ」になることがある。
例：ほーや（＝そうだ）、ほして（＝そして）、ほーねんて（＝そうなんだよ）
- ワ行エ段（英語のwestの語頭のような発音）の終助詞がある。詳しくは「助詞」の項目を参照。
- 文末が「ん」で終わる傾向が強い。詳しくは「助詞」の項目を参照。
- アクセントは京阪式アクセントと東京式アクセントの中間的なアクセントである。例えば、「犬」では京阪式と同じく「い」にアクセントがくるが、「山」では東京式と同じく「ま」にアクセントがくる。はたまた「風」では、京阪式や東京式では平板に発音するのに対して、金沢弁では「ぜ」にアクセントを付けて発音する。詳しくは加賀弁#アクセントを参照。
- 語尾や会話の区切りで、伸ばされる音のイントネーションが一瞬でずり上がって下りる抑揚が現れる。このうねりは北陸一帯特有のもので、「間投イントネーション」や「ゆすりイントネーション」などと呼ばれる。共通語化が進む若い世代も多用する。
例：ほんでぇえ（＝それで）、〜やけどぉお（＝〜だけど）
若い世代の例：あのぉんねぇ（＝あのね）、えっとぉんねぇ（＝えっとね）

## 文法
意味が損なわれない範囲で助詞、主語、人称などが省略されることが多く、言葉が並んで文を成す傾向がある。

### 用言の活用
|          |        | 未然（否定） | 未然（意志） | 連用        | 終止・連体 | 仮定           | 命令           |
| -------- | ------ | ------------ | ------------ | ----------- | ---------- | -------------- | -------------- |
| 五段     | 聞く   | きか-ん      | きこー       | きき-みす   | きく       | きけゃ         | きけま／きこ   |
| 上一段   | 見る   | み-ん        | みょー       | み-まっし   | みる       | みれゃ         | みーま／みょ   |
| 下一段   | 開ける | あけ-ん      | あけょー     | あけ-まっし | あける     | あけれゃ       | あけま／あけょ |
| カ変     | 来る   | こ-ん        | こー         | き-まっし   | くる       | くれゃ         | こい／こー     |
| サ変     | する   | せ-ん／し-ん | しょー       | し-まっし   | する／しる | すれゃ／しれゃ | せーま／せー   |
| 可能動詞 | 書ける | かけ-ん      | かけょ       | かけ-みす   | かける     | かけれゃ       | ×              |

- ア・ワ行五段動詞の連用形に「て」「た」が続く際にウ音便が起こる[6][5]。連用形ウ音便からの類推で「こわにゃ（買わねば）」「もろわん（貰わない）」「もろました（貰いました）」など他の活用形がウ音便風になることもある[5]。
例：ゆーた（言った）、こーた（買った）、ひろーた（拾った）[7]、もろた（貰った）、おもた（思った）[8]
- 高齢層（1959年時点）ではサ行五段動詞の連用形に「て」「た」が続く際にイ音便が起こるが、「貸す」「足す」「増す」「消す」「押す」「のす」「燃す」「よす」はイ音便にならない（「貸す」「押す」以外は元々金沢ではあまり使われない動詞）[6]。
例：ほいた（干した）、ふやいた（増やした）、けやいた（消やした）、もやいた（燃やした）[6]
- 連用形（伸ばすことが多い）を命令表現に使うことがある。
例：しーね（しなさいね）、しーま（しなさいと言ってるでしょうが）、しーや（しなさいよ）、しーねま（しなさいねと言ってるでしょうが）

|                               |            | 終止・連体 | 過去           | 仮定           | 連用+て    | 連用+ない    | 連用+なる              | 副詞的修飾                   |
| ----------------------------- | ---------- | ---------- | -------------- | -------------- | ---------- | ------------ | ---------------------- | ---------------------------- |
| 終止形2モーラ                 | 無い       | ない       | なかった       | なけりゃ       | のーて     | ×            | のーなる／ないがになる | ×                            |
| 終止形2モーラ                 | 良い       | いい       | よかった       | よけりゃ       | よーて     | よーない     | よーなる               | いいがに                     |
| 終止形2モーラ                 | 濃い       | こい       | こーかった     | こーけりゃ     | こーて     | こーない     | こーなる               | こーらと／こいがに           |
| 終止形3モーラ以上 語幹末a以外 | 低い       | ひくい     | ひくかった     | ひくけりゃ     | ひくて     | ひくない     | ひくなる               | ひくらと／ひくいがに         |
| 終止形3モーラ以上 語幹末a以外 | おとなしい | おとなしい | おとなしかった | おとなしけりゃ | おとなして | おとなしない | おとなしなる           | おとなしらと／おとなしいがに |
| 終止形3モーラ以上 語幹末a     | 高い       | たかい     | たかかった     | たかけりゃ     | たこて     | たこない     | たこなる               | たこらと／たかいがに         |
| 終止形3モーラ以上 語幹末a     | 短い       | みじかい   | みじかかった   | みじかけりゃ   | みじこて   | みじこない   | みじこなる             | みじこらと／みじかいがに     |

- 連用形でウ音便が起こるが、短音になる[6]（2モーラの形容詞は長音[9]）。語幹末がaの場合はウ音便に世代差があり、「暗くて」を例にすると高齢層では「くろ（ー）て」、若年層では「くら（ー）て」のようになる（1959年時点）[6]。シク活用の形容詞のウ音便は「いそがして」（忙しくて）のように拗長音化させないことが多い[5]。若い世代（1983年時点）では「連用形＋て」をウ音便ではなく「あかかって」のように言うことが多い[5]。
例：あこーて（赤くて）、くそーて（臭くて）、よわーて（弱くて）、こわーて（怖くて）、よろしゅー（宜しく）、はやしゅー（早しく。「早しい」は「鼓動が早くなり体調が悪くなる」という意味）
- 「らと」「がに」は共通語の「〜く（＋動詞）」に相当するが、「らと」は高齢層に限られる（2000年代時点）[9]。「らと」「がに」は富山と共通するが、富山では「なと」とも言い、また金沢と富山で「がに」の使える場面が異なる（金沢の方が文法化が進んでいる）[9]。「がに」は形容動詞にも使うことがあるが、共通語同様「に」と言う方が一般的である[9]。
例：手をつよらと握る／つよいがに握る（手を強く握る）[9]
例：朝はよらとから起きる（朝早くから起きる）[9]
例：部屋もっとあかるーらとしとけや（部屋をもっと明るくしておけよ）[9]
例：廊下を静かながに歩く（廊下を静かに歩く）[9]

### 助動詞
- 断定「や」

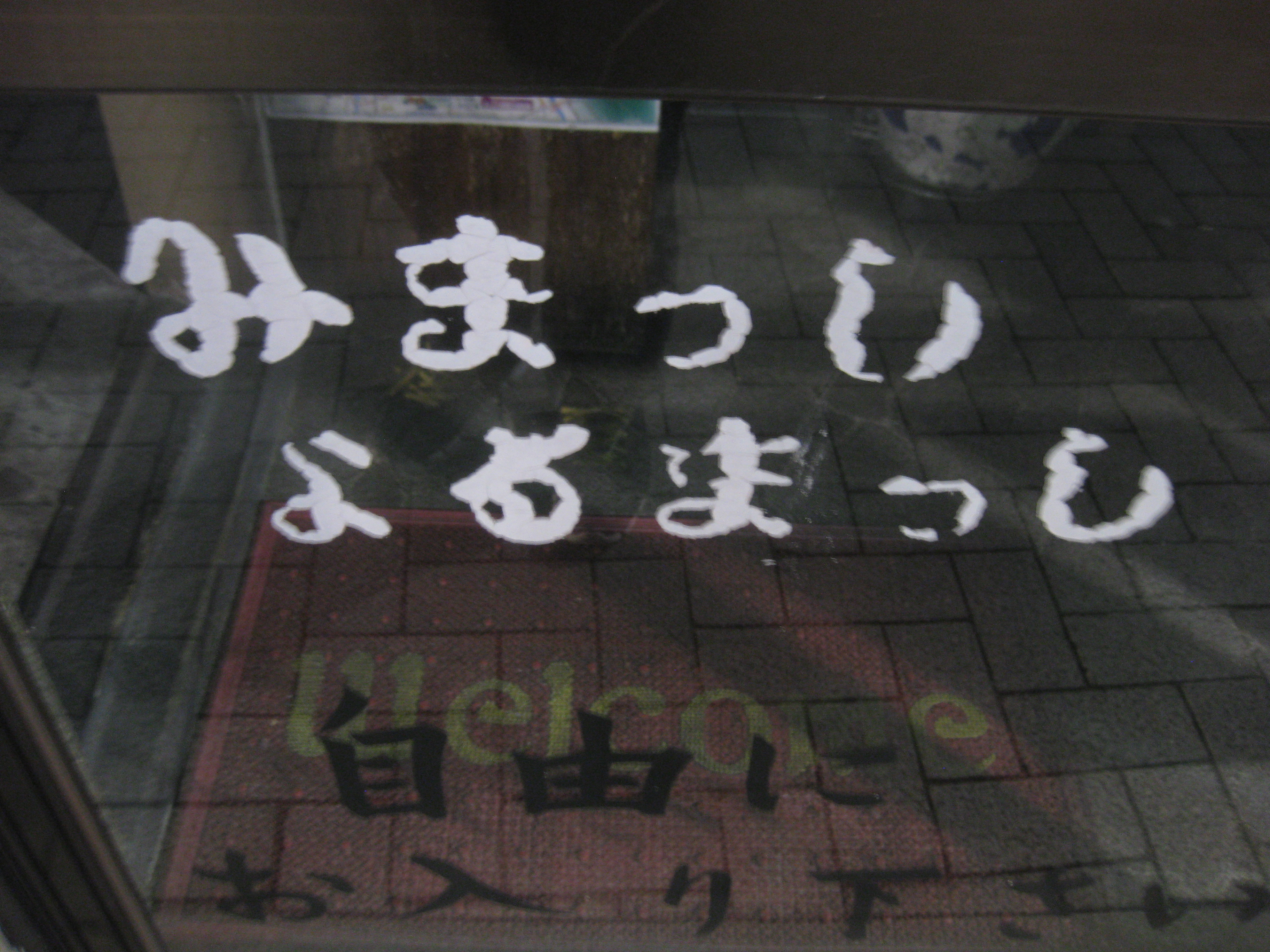
金沢市内の商店にて2014年撮影。連体形接続で「寄るまっし」となっている。

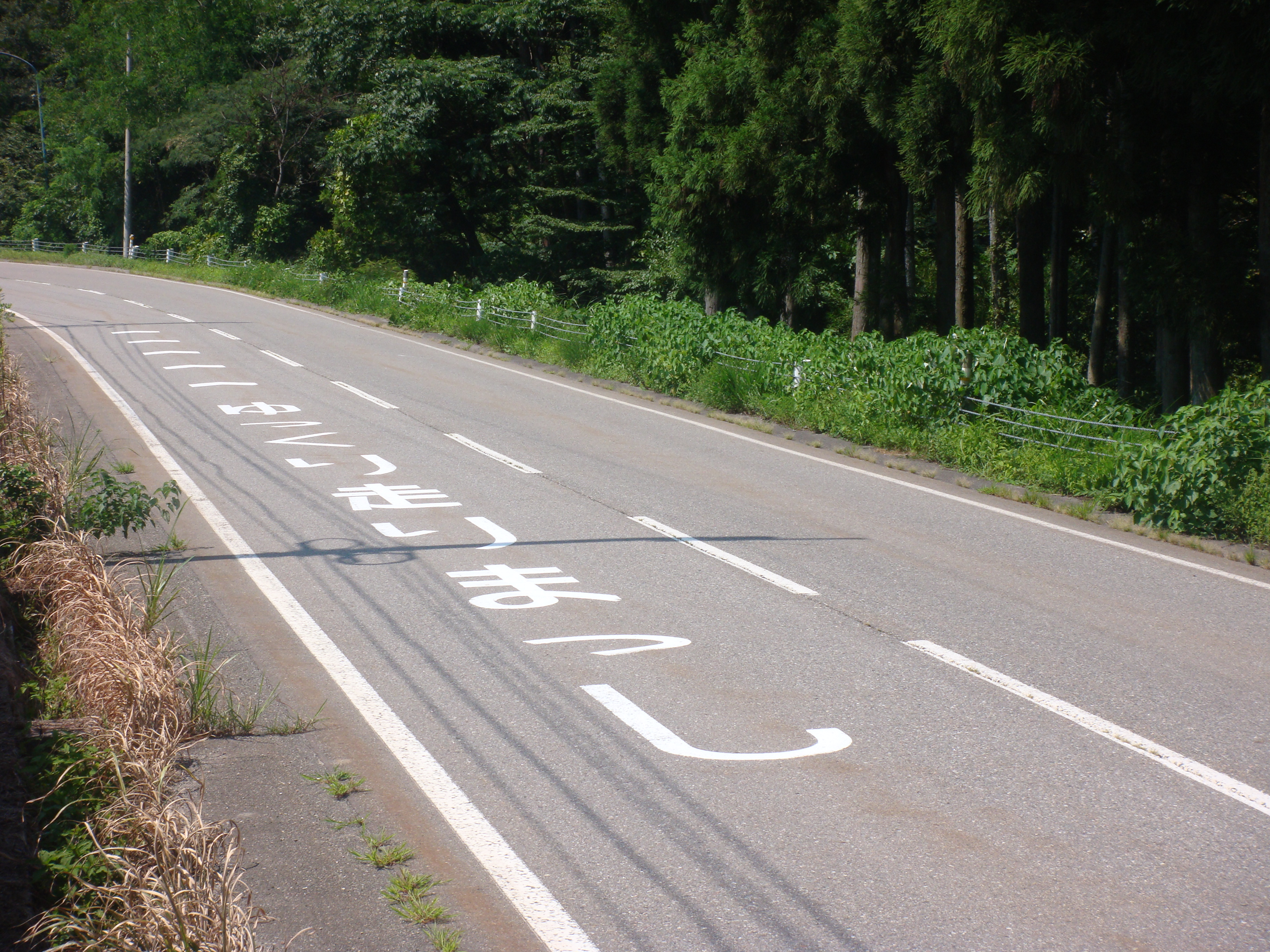
小松市の国道360号にて2010年撮影。連用形接続で「走りまっし」となっている。

  - 高齢層（1983年時点）では「じゃ」も併用する[5]。推量形は「やろー」[5]。主に若い女性の間で「や」の後ろに「よ」を加えて柔らかさを出すことがある。金沢弁では「や」の後ろに「ねん」を加えることはない（関西弁という認識）。
- 否定「ん」
  - 過去形は「なんだ」、連用中止形は「いで」、仮定形は「にゃ」になる[5]。戦後は過去形に「んかった」も使われるようになった[10]。
- 可能
  - 可能動詞を用いた「書ける」と、助動詞を用いた「書かれる」が併用される。西日本各地で見られる能力可能と状況可能の区別は金沢弁にはない[5]。
- 丁寧「みす」
  - 共通語の「ます」に相当。「行く」を例にすると、「いきみしぇん（否定）」「いきみした（連用）」「いきみしぇゃ／いきみすれゃ（仮定）」「いきみしょー（未然）」のように活用する[6]。
- 尊敬「まさる」
  - 五段活用動詞では連体形、それ以外では連用形に接続する。「居る」を例にすると、「おるまさん／おるまさらん（否定）」「おるましても／おるまさっても／おるまさしても（連用）」「おるまされゃ（仮定）」「おるまっし／おるまっしゃん／おるまさっし（命令）」「おるまさろー（未然）」のように活用する[6]。現在「まさる」は高齢層でしか使われないが、命令形「まっし」に限っては、共通語にはない優しい命令を表す便利な表現として、また金沢らしさを感じさせる表現として、若い世代でも比較的使われ続けている（ただし「励まし」「勧誘」に意味が変わってきているとの指摘もある）[11]。小松市などでも言う。戦後、共通語の「連用形＋なさい」の影響から、五段活用動詞でも「連体形＋まっし」から「連用形＋まっし」に一本化されつつあるが、年配世代ではそのことを否定的に捉える者もいる[12]。「まっし」の後ろには終助詞「ま（ー）」や「ね」を付けることもある。
例：頑張るまっし／頑張んまっし／頑張りまっし[11]（頑張りなさい、頑張りましょう）
例：行くまっし／行きまっし（行きなさい）
例：しまっしね／しまっしまー（しなさいね）
- 丁寧な命令「あそばせ」
  - 花街の接客言葉では「お上がりあそばせ」「いらしておいであそばせ」のような「あそばせ言葉」が多用される。京都の公家言葉を取り入れたもので、伝統的な「金沢言葉」の代表的な表現。「おいであそばせ」は「おいだすばせ」とも発音される。

### 助詞
- 準体助詞「が」
  - 共通語の「の」に相当。石川県・富山県・新潟県中越にかけての方言の特徴で、土佐弁などとも共通する。若干のアクセントと若干の長音が伴うことが一般的で、長音が長くなった場合には「あ」の音が強く出ることもある。アクセントだけで伸ばさない場合もあるが、伸ばす方が伝統的な金沢弁である。「がん」とも言う（音の響きを柔らかくしようとして「ん」が足されたと考えられる[13]）。若い世代（2010年代）では準体助詞には「が」よりも「ん」が主に使われるようになっている[14]。
例：あの赤いがを着て行ったがか／あの赤いがんを着て行ったがんか（あの赤いのを着て行ったのか）
例：こーてきたがか／こーてきたがーか／こーてきたがんか（買ってきたのか）
例：ほーんながーか（まさか本当にそうだったのかい）
  - 共通語の「のだ」に相当する表現も、準体助詞「が」と助動詞「や」の組み合わせから「がや」[15]となる。加賀地方の代表的な表現として知られ、「能登べっちゃに加賀がやがや」と称される（「べっちゃ」は能登弁で「いいえ」という意味）[16]。その後「がや」から「が（ー）」「がん（や）」「げ（ー）」「げん」など様々な変化形が生まれた（ガヤ→ガイ→ゲー→ゲンの順に成立したとされる[14]）。「が（ー）」「がん（や）」の末尾には「ね」が、「げ（ー）」「げん」の末尾には「よ」「ね」「よね」が加わることもある。「がんや」は説明・報告の意味合いを僅かに持つことがある。
例：こーてきたがや／こーてきたげ（ー）／こーてきたげん（買ってきたんだ）
例：ほーてきたがやわ／ほーてきたがーやわ／ほーてきたがんやわ（這ってきたんだよ、つまり「苦労してきたんだよ」という意味）
例：入院しとったがんや（入院していたんだよ。「言っていなかったけど実は」という意味合い）
  - 2010年代時点で若い世代では「がや」は使われず、下表の変化形が金沢のみならず石川県内で広く使われている[14]。「-eん」「-aん」は動詞語幹にのみ付き、母音語幹動詞（五段活用以外の動詞）では「-れん」「-らん」になる[14]。エ段を含む語形（下表のE群）は平叙文、ア段を含む語形（下表のA群）は疑問文という機能分担がある（疑問詞を含む場合はE群も疑問文に使えるが、「疑い」「非難」などの文脈に限られ、またA群と違って上昇調イントネーションにならず「け」が付かない）[14]。E群・A群とも末尾に「ろ」を付けて推量形、「た」を付けて過去形を作ることができる（伝統的な金沢弁では「がやろ」「がやった」）[14]。成立過程について、新田哲夫は「-eん」「-aん」を動詞と「げん」「がん」の融合形、「てん」「たん」は「た」と「げん」「がん」の融合形、「ねん」は「なん（や）」が「げん」との類推で変化したものとするが、野間純平は「-eん」「-aん」が1970年代の方言資料に既にあり、また中高年層での「たげん」「たがん」の使用実態が確認できないことから、「あるがや→あるがい→あるげ（ー）→あれん」「あるがや→あらんや→あらん」のように変化して「-eん」「-aん」が成立したのち、分析的な形態の志向から「げん」「がん」が生じ、またエ段とア段の対立が成立したことで「てん／たん」「ねん／なん」が次々生まれたとする[14]。

|     | 文タイプ | 品詞 | 非過去形              | 過去形         |
| --- | -------- | ---- | --------------------- | -------------- |
| E群 | 平叙文   | 用言 | げん -eん             | てん           |
| E群 | 平叙文   | 体言 | ねん                  | やってん       |
| A群 | 疑問文   | 用言 | がん（け） -aん（け） | たん（け）     |
| A群 | 疑問文   | 体言 | なん（け）            | やったん（け） |

例：ほんなにかもーとるがん／かもーとらん（そんなに構っているのかい、つまり「そんなに可愛がっているのかい」という意味）
例：うちの車、黄ないげん（うちの車は黄色なんだ。黄色いのがうちの車だよ）
例：朝、パンだけやったげんて／やってんて（朝食はパンだけだったんだよ。「実に少ないでしょう」という意味合い）
例：この忙しいのに、どこ行くげん／行けん（この忙しいのに、どこへ行くんだ。非難）
例：どこ行くがん／行かん（どこへ行くの）
例：学校行くげん／行けん（学校へ行くんだ）
例：退院してからずっと糖質制限しとるげんろ／しとれんろ（ずっと糖質制限しているんだよね？）
例：まだ買うて2年ねん（まだ買って2年なんだ）
- 接続助詞
  - 逆接の助詞は「けど（も）」で、能登と違って「思えど（思うけれど）」「知らねど（知らないけれど）」などとは言わない[5]。原因・理由を表す順接の助詞には「さかい」やその変形「さけ」「すけ」「けに」「けん」を使う[5]。
- 終助詞「じ」
  - 共感を表す。軽いアクセントを持ち、直前の語から半分高さを上げて「じ」を発音し、一瞬で高くずり上がりながら短く伸ばす。意味を強める場合には長く伸ばして言う。通常は良い意味の表現に付いて賞賛やねぎらいの目的で使われるが、意外性への賛同や認識の意味を表すこともある。稀に、悪い意味の表現に付いて共感やなだめの意味を表する。「ぜ」の変形とみなされている。実際、一部で「ぜ」を使う人はおり、少し伸ばして言うこともよくある。「じ」と「ぜ」の意味は同じで、自分に関して自慢する目的には使われない。
例：ほーりゃ、良かったじー（それはそれは良かったねえ）
例：点数、良かったじ（ー）（点数が良かったね）：賞賛・ねぎらい
例：髪、みじかなったじ（ー）（髪が短くなったね）：意外性への賛同・認識
例：点数、悪かったじ（ー）（点数が悪かったね）：共感・なだめ
例：だいぶ、まーそーなったぜ（ー）（大分、恰幅が良くなったね）：賞賛・ねぎらい、意外性への賛同・認識、共感・なだめ
- 終助詞「うぇ」
  - 自慢を表す。共通語にはない発音のため、便宜的に「うぇ」で表記する。軽いアクセントを持ち、直前の語から半分高さを上げて「うぇ」を発音し、一瞬で高くずり上がりながら短く伸ばす。意味を強める場合には長く伸ばして言う。近年は使う人が少なくなりつつあると言われている[19]。「わい」か「え」の変形であるとされ、実際に「わ」や「わいや」で代用されることがある。但し、「わ」は単純な断言か説明・報告の意味が通常で、「わいや」は説明・報告の意味だけでなく驚きの表明を多く含み、自慢の意は少ない。
例：お年玉もろたうぇ（お年玉をもらったんだよ）
例：点数、良かったうぇ：「凄いでしょ」と自慢する気持ちが含まれる
例：点数、良かったわ：単純に「点数が良かった」ということを伝える
例：点数、良かったわいや：「予想以上の点数で驚いた」という気持ちが含まれる
- 終助詞「わ」
  - 共通語の「わ」は女性語であるが、金沢弁では男女限らず好んで使う。伸ばして言うこともある。短い場合は低い音として発せられ、長い場合は中音からずり下がる。説明・解説・報告などの意味を持つことがなくはないが、通常は単純な断言の基本的な言い回しとして使われる。関西・北陸で広く共通。
例：昨日の最終回、良かったわ（ー）（昨日の最終回、良かったよ）
- 終助詞「て」
  - 先述の「げん」やその変形に付けて使うことが多い。伝聞・説明・報告の意味を持つことがなくはないが、通常は特別な意味を持たず、単純な断言の基本的な言い回しとして使われる。相手に共感を求める意味合いを僅かに持つことがある。
例：今年、厄年ねんて（今年は厄年なんだよ。誰しも嫌なものですよね）
例：タクシーで急いで来てんて（タクシーで急いできたんだよ。私の頑張りを解ってくれますか）
- 終助詞「け」
  - 疑問を表す。伸ばして言うこともある。「か」よりも親しみや優しさが込められた表現で、男女とも多用する。富山弁と共通。「しとっけ？（＝しているかい？）」や「してくれっけ？（＝してくれるかい？）」のように「け」の前は促音化しやすい。京都市や大阪市など近畿地方の一部では「け」は男性的で荒っぽい表現とされるが、金沢弁ではそうでないため、金沢出身者と近畿地方出身者が会話をする際に誤解を生むことがある。
例：ほんながけ（ー）（そうなのですか）
例：もう入学金はろーてんけ（もう入学金を払ったのかい）
- 終助詞「かい」
  - 動詞の否定形に付けて命令を表す。少し乱暴な言い方として「かいや」という形もある。
例：はよーせんかい（早くしなよ）
例：はよーせんかいや（早くしろよ）
- 終助詞「ま」
  - 命令・禁止表現に付けて意味を強める。富山弁や福井弁と共通。必ずアクセントを持ち、直前の語で高く上がり、半分高さを下げて「ま」を発音し、一瞬で低くずり下がりながら短く伸ばす。意味を強める場合には長く伸ばして言う。
例：はよ持ってきてまー（早く持ってきてちょうだいよ、早く持ってきてって言ってるでしょうが）
- 終助詞「いや」「いね」
  - 特定の終助詞の後ろに付けて強調する。「がいや／がいね」「わいや／わいね」「ぞいや／ぞいね」など。「いや」は男性、「いね」は女性が使うことが多い。
例：ゆーとるがいや／ゆーとるがいね（言っているじゃないか）

## 語彙

### あ行
- あいそない、あいそんない

「物足りない」「さびしい」の意味。「愛想がない」から。
- あたる

「ボーナスがあたる」のように、「もらえる」という意味で使われる。語形自体は共通語の「当たる」と同じなので、金沢弁と気付かずに使っている人が多い。
- いじくらしい、いじっかしい

「しつこい」「うっとうしい」「ウザイ」などの意味。使用範囲が広く、不快感を覚えた際には多くの場面で使われる。あまりにも多用されるため、金沢弁と気付かずに使っている人が多い。「いじっかしい」は若い世代の言い方。
- いんぎらーと

身体を楽にして、ゆったりとくつろぐ様。よく似た言葉に「おんぼらーと」があり、そちらは「ゆったりと存分に」という意味。
- えんじょもん

よそ者。漢字で書くと「遠所者」。
- おいでる

「居る・行く・来る」の尊敬語。共通語の「おいでになる」に似ているため、金沢弁とは気付かずに公共の場でも使っている人が多い。
（例）「明日、おいでますか」

### か行

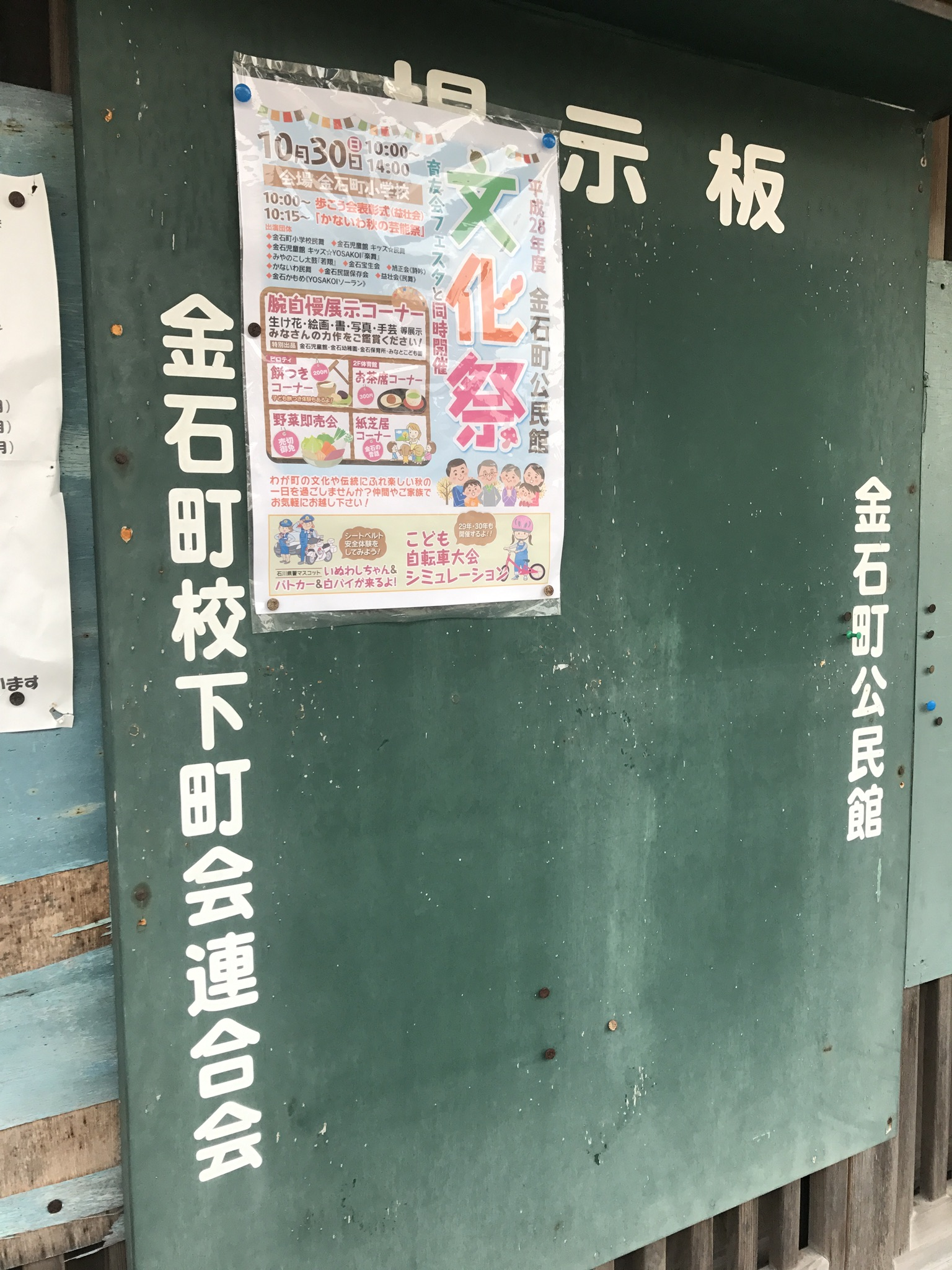
「校下」の使用例。金沢市金石にて2016年に撮影。

- かたがる

傾く。方言と気付かずに使っている人が多い。
（例）「壁の絵ぇ、かたがっとるぞ」
- がんこ（な）

意思の固い「頑固」でなく、「とても」「とてつもなく」「すごく」の意味。若者の間で一時期、「がんこ」と「ムカつく」や「腹立つ」などを合わせて「がんこムカつく」などと言うことが流行った。県内他地域や若い世代の同義語として、「たった」あるいは「たっだ」がある。
- きんかんなまなま

道路の雪が踏み固められ凍って、表面がつるつるになる状態。路面凍結。暖冬傾向が続き、道路の融雪装置が普及した現在、路面凍結は日常風景でなくなり、それを言い表す「きんかんなまなま」も死語になりつつある。
（例）「寒いさけ、きんかんなまなまやろうし、気ぃつけて行きまっし」
- 校下（こうか）

小学校の通学区域、つまり学区のこと。富山県でも同様に用いる。町内会や子ども会の地区別組織、地区の運動会や市中の盆踊り、さらには政治家の後援団体もこの「校下」単位で行われることがある。「子供が日頃お世話になっている小学校の下（もと）で団結する」という意識で使われてきたが、最近は転勤などで移り住んできた保護者を中心に「学校の下（した）」というマイナスイメージが生じ、「校区」に言い換える動きも出てきている。稀に中学校の学区も校下と呼ばれるが、小学校の校下に比して地域活動の区分となることは少ない。
- ごぼる

雪や泥に足がはまること。金沢以外にも、雪の多い地方に広く分布する表現。

### さ行
- しみ渡り、そら渡り

田畑などに降り積もった雪が放射冷却による寒さで表面上が固まり、その上を歩く遊び。
- しょ（う）もない、しょ（う）むない

「塩も無い」、すなわち「味気がない」の意味。主に塩分が足りず料理が口に合わない時に言うことが多い。「あいそも（む）ない」に近い意味で、物事で要素が足りず面白くない時にも使う。対義語は「くどい」（塩辛い）で、共通語の「くどい」とはニュアンスが異なる。
（例）「この味噌汁しょむないなー」「えー、くどいやろ」

### た行
- 題目（だいめ）

歌詞を数える数量詞。全国で石川県と富山県でしか通じない言葉であるが、学校の音楽の授業でも「○題目」と習うことが多いため、方言と気付かずに使っている人が多い。能の「題目」（金沢は加賀宝生が継承されてきた土地）が由来であるとも、日蓮宗の「題目」が由来であるとも言われる。
- だら

「アホ」や「バカ」にあたる蔑称。「だらま」や、愛情を込めて「だらぶち」などとも言う。「足らず」が語源とされ、山陰地方の「だらず」と同根。近畿地方の「あほんだら」に関係するとも言われる。メディアの影響で「ばか」や「あほ」も併用されるようになった現在では、「ばか」や「あほ」は強い罵倒、「だら」は軽い罵倒（人によっては逆）という新たな使い分けが生まれている。
- つるつるいっぱい

コップなどに注がれた飲み物が表面張力ギリギリまで注がれた様を言う。富山県や福井県でも使用。

### な・は・ま行
- はがいしい、はがやしい

「悔しい」と「もどかしい」が混ざり合ったような意味。「歯がゆい」が変形したもの。若者の間では「はんげしいー」「はんげー」「はげー」「はっがーい」などとも省略される。
- めもらい

麦粒腫。富山県や福井県でも使用。金沢弁と気付かずに使っている人が多い。

### や・ら・わ行
- りくつ（な）

共通語の「理屈」には「理屈っぽい」のようなマイナスの意味合いがあるが、金沢弁では「よくできた」「巧みな」というプラスの意味で使われる。
（例）「最近の家はこんなに早う建ってしもうがけ。りくつなー」

### 挨拶語・相づち語
- どんながや、どんながやいね＝どういうこと（わけ）だい

相手を問いただす言葉。白山麓では「でぇーげ？」、旧辰口町では「でぇーん？」と言う。
- きのどくな＝ありがとう

かつて互いに貧しかった暮らしの中で、施しを受け、相手を慮って言った言葉で、「申し訳ない」という気持ちを込めた感謝を表す。「きのどくに」「きーどくなー」と発音することもある。「ありがとう」を意味する金沢弁には他にも「あんやと」や「ごきみっつぁんな（丁寧な言い方）」などがある。
- おゆるっしゅ＝よろしく
- ほーや、ほーやね＝そうだ、そうだね

親しい仲間内の会話で使われるあいづち。「ほーやほーや」と繰り返されることもある。
- おいや、おいね＝そうだよ、そのとおり

あいづち。「あなたの言うことに大いに同意する」というニュアンスで、強く発音される。
- なーん、なーも、なーんも、なーむ

軽く否定する表現。はっきりした「いいえ」ではなく、イエス・ノーをうやむやに言う時や、相手の質問をはぐらかす時などにも使う。「何も」が変形したもので、「なーん」以外は年配層に多い言い方。富山県でも使用。
- えーな、あーん？

金沢出身者の自然な発話でよく使われる表現。「えーな」は主に男性が、軽く腹立たしい気持ちを表明するのに使う。「あーん？」は男女とも使う表現で、共通語の「なーに？」「何よ？」に近いニュアンスを表す。

## 金沢弁の例
- 金沢市森本での高齢女性と中年男性の会話[27]。「〜まさる」や「〜みす」など、伝統的な金沢弁の敬語が使われている。

「ばあちゃん、どこ行きまさらんけ？」（ばあちゃん、どこへお行きになるんだい？）
「きゃ、まい日でごぜーみすさけ、尾山の別院にまいんに行きみす」（今日はいい日でございますから、尾山の別院に参りに行きます）
「ほりゃ、いい心がけやね。ごせっかくな」（それは良い心がけだね。ご精が出ますね）
「おあんさんは、どこけ？」（お前さんは、どこだい？）
「わしゃげすびたのかんぬきがいたなったもんで、痔かとおもて医者に診てもろがや」（私は尻の穴が痛くなったもので、痔かと思って医者に診てもらうんだ）
「ほんながけ、うらも冬の時分のしんばりが治らんで、今でも膏薬塗っとりみす」（そうなのかい、私も冬の時分のしもやけが治らなくて、今でも膏薬を塗っております）
- 八百屋の店主と客の会話例[29]。

「あー、まいどさん。今日はまたさぶい日になりみして」（ああ、こんにちは。今日はまた寒い日になりまして）
「おいねー。ほやさけ、今日は鍋にすっかなとおもて」（ええ。だから、今日は鍋料理にするかなと思って）
「ほんな、この白菜こーてくまっし」（それなら、この白菜を買っていらっしゃい）
「あんまりでかいが要らんわ」（あまり大きいのは要らないよ）
「こっでいーか。あんやとねー、いつもねー、きのどくなー」（これでいいかい。ありがとうね、いつもね、ありがとうね）
- イソップ物語の方言訳に見る世代差（2001年）[11]。各文章の上段が71歳男性による金沢弁訳、下段が19歳女性による金沢弁訳。
  - 2匹の蛙の子が池のほとりで遊んでいました。
    - ニヒキノ ギャワズノコガ イケノソバデ アソンドッタガヤト。
    - ニヒキノ カエルノコガ イケノソバデ アソンドッテンテ。

  - そこへ牛が水を飲みにやってきて、間違って1匹の蛙の子を踏みつけて殺してしまいました。
    - ホコエ ウシガ ミズオ ノンニキテ マチゴーテ イッピキノ ギャワズノコオ フンツケテ コロイテモタ。
    - ソコニ ウシガ ミズ ノミニキテー マチガエテ イッピキノ カエルノコオ フンズケテ コロシテシマッテン。

  - 子蛙が1匹見当たらないことに気がついたお母さん蛙は、兄さんはどこにいるのかと尋ねました。
    - チンケー ギャワズガ イッピキ ミエンコトニ キーツイタ カーカギャワズワ アンカ ドコ イッタガヤト キータガヤト。
    - コガエルガ イッピキ ミアタランコトニ キーツイタ オカーサンガエルワ ニーチャンワ ドコニ オルンカ キーテン。

  - 「お兄ちゃんは死んでしまったよお母さん。4本足のものすごく大きなやつがやってきて泥の中に踏みつぶされてしまったの」
    - 「アンカ ゴネテシモタガヤ カーチャン。ヨンポンアシノ ガンコニ デカイヤツガ キテー ドロンナカニ フミツブイテシモタ」
    - 「ニーチャン シンデシモータワ カーチャン。ヨンホンアシノ モノスゲー デッケーヤツガ キテ ドロンナカニ フンズケラレテシマッタワ」

  - 「ものすごく大きいやつですって。このくらい大きかったかい」と言うと、お母さん蛙は精一杯大きく見えるように、ぷうっと体をふくらませました。
    - 「ガンコニ デカイヤツッテ コンクライ デカカッタンカ」トユート カーカギャワズワ セーイッパイ デカイガニ ミエランニ プーット カラダ フクラマイタ。
    - 「モノスゲー デッケーヤツヤッテー。コンクライ デカカッタンカ」トイッテ オカーサンガエルワ セーイッパイ デカク ミエルガニ プーット カラダオ フクラマシテン。

  - 「うん！そう、もっと大きかった」
    - 「ウン。ホヤケド マダマダ デカカッタ」
    - 「ウン。ソーヤケド モット デカカッタワ」

## 金沢弁を使った言葉遊び
- 「ネジ、ねーじぃ？」（ネジがないじゃないか？）
- 「ネガ、ねーがんねーがぁ？」（ネガがないんじゃないの？）
- 「シマシマにしまっしまー」（しま模様にしなさいよ）
- 「医者に言われてん、腸捻転ねんてー」（医者に言われたんだ、腸捻転なんだって）
- 「男おっとこないし、女おんな！」（男の居場所がないから、女は居るな！）

以上は「でえげっさあ」の歌『金沢ことば』の中で聞くことができる。

## 金沢弁を取り入れた作品
- 『加賀ばやし』：盆踊りにも使われる軽妙な新民謡。金沢の茶屋街で歌われていた『金沢なまり（作者不詳）』という歌を改作したもの。作詞・梅木勝吉、作曲・飯田景応。
- 『金沢ホーヤネ』：金沢百万石まつりの「百万石踊り流し」用に1990年に創作された新民謡。
- 『金沢ことば』：地元フィールフォークグループ「でえげっさあ」の歌。歌詞に金沢弁がふんだんに織り込まれている。
- 『石川サンバ』：石川テレビ放送創立40周年を記念して制作された「石川さん」のテーマ曲。
- 『廓のおんな』：井上雪によるノンフィクション小説。伝統的な金沢弁が丁寧に描写されている。
- 『ヒラリ君』：北國新聞で連載されている4コマ漫画。連載途中から、登場人物が金沢弁で話すようになった。
- 『花嫁のれん』：2010・2011年に東海テレビ制作、FNS系列にて放送された昼帯連続ドラマ。登場人物の一部が金沢弁を話している。
- 『花咲くいろは』：石川県の架空の温泉旅館を舞台にしたテレビアニメ。「輪島巴」という登場人物が共通語と金沢弁のバイリンガルで、金沢市出身の能登麻美子が声を当てた。
- 『変ゼミ』：TAGROによる漫画。「加藤あんな」という登場人物が金沢弁を使用し（途中から共通語に変わる）、アニメ版では金沢市出身の新谷良子が声を当てた。
- 『りゅうおうのおしごと!』: 白鳥士郎によるライトノベル及びそれを原作にしたテレビアニメで、将棋を主題にしている。主人公の九頭竜八一の弟子の「雛鶴あい」は、金沢の老舗名籍旅館の一人娘であり、八一を罵倒する時に金沢弁を使用する。
- 『洲崎西 THE ANIMATION』 : 人気声優ラジオ内のネタを元にしたミニアニメ。主演の一人・洲崎綾は金沢の出身で、いくつかの金沢弁を使う。
- 『アイドルマスター ミリオンライブ! シアターデイズ』 : アイドルをプロデュースするスマートフォン用のゲームアプリ。本作より登場した金沢出身のアイドル｢白石紬｣が金沢弁を使用する。基本は標準語であるが、感嘆した際などふとした瞬間に金沢弁が出る。
- 『ラブライブ!蓮ノ空女学院スクールアイドルクラブ』 : 石川県の架空の高校を舞台にしたゲーム及びメディアミックス作品。2024年度(104期生)に入学した「百生吟子」が金沢弁を使用し、金沢市出身の櫻井陽菜が声を当てた。また、吟子の祖母役で能登麻美子も起用されている。